# Plexus gastricus
Der Plexus gastricus ist ein parasympathisches Nervengeflecht (lat. „Plexus“), das den Magen (griechisch γαστήρ „gaster“) auf der Vorder- und Hinterseite bedeckt. Analog dazu spricht man auch von einem vorderen, bzw. hinteren Teil des Plexus gastricus (Plexus gastricus anterior, bzw. Plexus gastricus posterior). Der Plexus gastricus fördert die Magenmotorik und die Sekretion seiner Drüsen.
Ein weiterer Grund für eine Einteilung in einen vorderen und einen hinteren Teil ist der Verlauf des Nervengeflechts: Es entsteht aus dem Truncus vagalis anterior und dem Truncus vagalis posterior, die ihrerseits aus dem Plexus oesophageus entstehen. Somit gehört der Plexus gastricus zu den parasympathischen Vagusästen. Der Truncus vagalis anterior verläuft auf der Vorderseite der Speiseröhre durch den Hiatus oesophageus (Durchtrittsöffnung des Zwerchfells für die Speiseröhre) und tritt schließlich auf die Vorderseite des Magens, wo er den vorderen Teil des Plexus gastricus bildet. Der Truncus vagalis posterior dagegen verläuft auf der Hinterseite der Speiseröhre und kommt so auch auf der Hinterseite des Magens zum Liegen, wo er den hinteren Teil des Plexus gastricus bildet.
Der Plexus gastricus anterior entsendet neben den Nervenästen zum Magen (Rami gastrici), auch zahlreiche Nervenäste zur Leber, die als Rami hepatici, bzw. im Singular als Ramus hepaticus bezeichnet werden. Von den Rami hepatici wiederum zweigen die Rami pylorici ab – Nervenäste, die den Magenpförtner und den Beginn des Zwölffingerdarms innervieren.
Der Plexus gastricus posterior entsendet eigentlich nur einen kleinen Teil seiner Fasern zur Hinterseite des Magens (Rami gastrici), während der größere Teil der Nervenäste zum Plexus coeliacus verläuft. Diese Nervenäste werden als Rami coeliaci (Singular: Ramus coeliacus) bezeichnet.